# Internet Draft
Internet Drafts (I-Ds of IDs) vormen een verzameling documenten gepubliceerd door de IETF. Het zijn vaak ontwerpen voor RFCs, maar ze kunnen ook werk in uitvoering bevatten dat niet meteen bedoeld is om als RFC te verschijnen. Het wordt dan ook algemeen aangenomen dat men niet refereert aan een Internet Draft, voornamelijk door zijn tijdsgebonden karakter.
Internet Drafts moeten voldoen aan dezelfde basisvereisten opgelegd aan RFCs.
Internet Drafts blijven slechts 6 maanden, soms zelfs minder lang geldig. Ze mogen verwijderd en vervangen worden op elk moment. Alle Internet Drafts worden verwijderd van de IETF publieke I-D repository wanneer ze verlopen. Enige uitzondering op deze regel vormen de I-Ds die nog worden geëvalueerd voor publicatie als RFC door de IESG of de RFC Editor. 
Er bestaat een groot aantal websites die een mirror aanbieden van de IETF I-D repository. Deze mirrors bevatten vaak eigenschappen die je niet terugvindt in de openbare IETF I-D repository, zoals hyperlinks naar referenties en toegang tot verlopen Internet Drafts.
- Internet Drafts geproduceerd door de IETF-werkgroepen volgen deze naamconventie:

draft-ietf-<wg>-<naam>-<versie nummer>.txt
- Drafts gemaakt door individuen:

draft-<individual>-<naam>-<versie nummer>.txt
De versienummers beginnen te tellen bij 00, dan komt 01 enz.